# Nerf cutané médial de l'avant-bras
Le nerf cutané médial de l'avant-bras (ou nerf brachial cutané interne ou nerf cutané antébrachial médial) est un nerf sensitif du membre supérieur.

## Origine
Le nerf cutané médial de l'avant-bras est une branche terminale du plexus du plexus brachial qui nait de son faisceau médial. Il contient les axones des branches ventrales du huitième nerf cervical (C8) et du premier nerf thoracique (T1).

## Trajet

Zone d'innervation du nerf cutané médial de l'avant-bras (marqué par Medial antebrachial cut.)

Le nerf cutané médial de l'avant-bras nait entre le nerf cutané médial du bras et le nerf ulnaire.
Il suit en dedans l'artère brachiale dans le creux axillaire et dans la loge brachiale antérieure. Au milieu du bras, le nerf s'en écarte en traversant le fascia brachial au même endroit que la veine basilique.
Le nerf devient sous-cutané et accompagne la veine basilique jusqu'au dessus de l'épicondyle médial de l'humérus. À ce niveau il se termine par deux branches terminales antérieure et postérieure.

### Rameau antérieur
Le rameau antérieur du nerf cutané médial de l'avant-bras, le plus volumineux, passe généralement devant ou derrière la veine basilique médiane.
Il descend ensuite sur l'avant de la face ulnaire de l'avant-bras, distribuant des filaments à la peau jusqu'au poignet, et communiquant avec la branche cutanée palmaire du nerf ulnaire.
Il innerve la face antéro-interne de l'avant-bras et du poignet.

### Rameau postérieur
La rameau postérieur du nerf cutané médial de l'avant-bras passe obliquement vers le bas du côté médial de la veine basilique, devant l'épicondyle médial de l'humérus, jusqu'en arrière de l'avant-bras, et descend sur sa face ulnaire jusqu'au poignet, distribuant des rameaux à la peau.
Il innerve la face postéro-interne du coude et de l'avant-bras.

### Anastomoses
Il communique avec le nerf axillaire, le nerf cutané médial du bras, le nerf cutané postérieur de l'avant-bras, le nerf musculocutané et le rameau dorsal du nerf ulnaire.